# 원 헌드레드 데이즈 투 헤븐
《원 헌드레드 데이즈 투 헤븐》(영어: 100 Days to Heaven)는 2011년 방영된 필리핀의 드라마이다.